# Serra circular

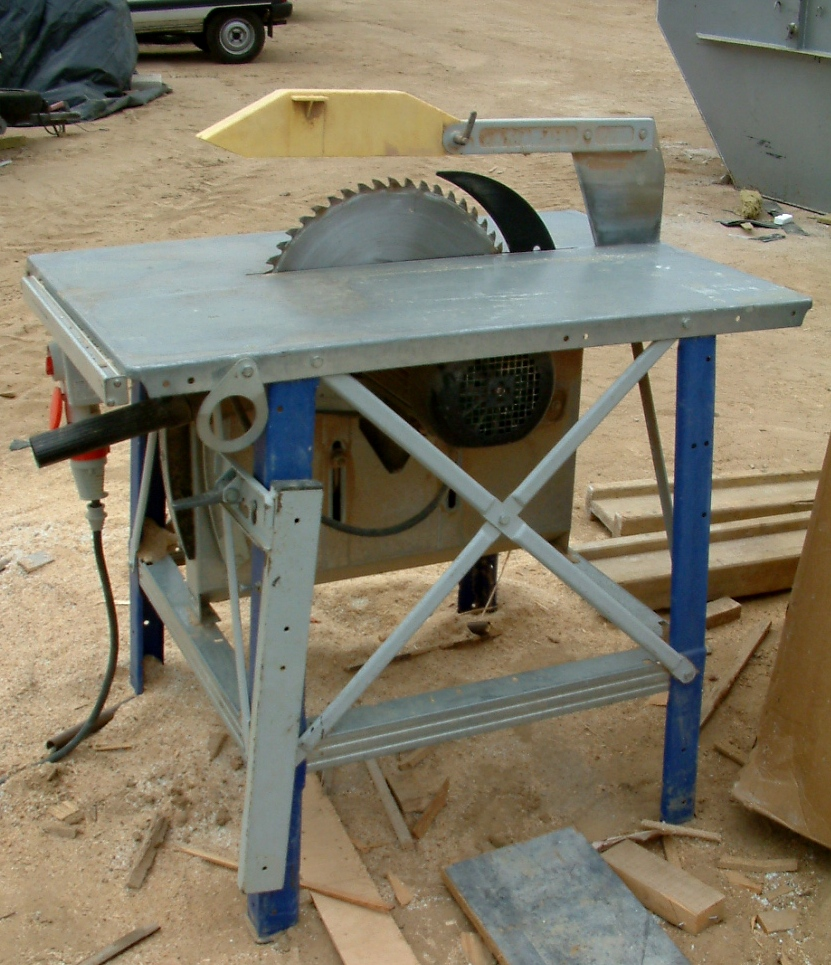
Modelo de serra circular

Serra circular é um disco ou lâmina de metal usado para cortar madeira ou outros materiais como o acrílico; pode também referir-se à máquina que segura o disco e o faz girar.
A serra circular de bancada é um tipo de máquina otimizada para dois tipos de cortes: transversal e retos, sendo que o corte transversal é feito através de um pedaço pequeno de madeira, já o corte reto é feito em toda extensão de uma peça de madeira. Algumas máquinas já vêm com guias de corte acopladas e saber qual corte será feito é uma maneira de já prever como será o uso destas guias.
Por sua vez, a guia de corte ajuda a empurrar a peça trabalhada enquanto o corte é realizado, mantendo o ângulo constante. A guia lateral, por sua vez, é posicionada horizontalmente na lateral da mesa, para auxiliar no corte de longas peças. 